# Aplomerus lineatulus
Aplomerus lineatulus är en stekelart som först beskrevs av Thomas Say 1835.  Aplomerus lineatulus ingår i släktet Aplomerus och familjen brokparasitsteklar. Inga underarter finns listade i Catalogue of Life.